# Buenaventura Braunstein
Buenaventura Braunstein (voller Name: Buenaventura Negron Rivera de Braunstein; * 23. September 1962 in New York) ist eine puerto-ricanisch-US-amerikanische Filmschauspielerin.

## Leben
Buenaventura Braunstein wuchs in New York und Mannheim auf. Nach einem Studium an der Juilliard School war Buenaventura Braunstein zunächst (Neben-)Darstellerin in diversen Werbespots, auch in kleineren Theaterrollen war sie zu sehen, unter anderem im Staatstheater am Gärtnerplatz und im Theater am Kurfürstendamm. Einem breiteren Fernsehpublikum wurde sie bekannt in dem Fernsehfilm Familienleben in ihrer Rolle als Karlota Banderas, der 1999 im NDR ausgestrahlt wurde. Es folgten mehrere Rollen in verschiedenen TV-Produktionen.
Sie moderierte Mister Rod, eine Musikshow, welche Lieder von Rod Stewart coverte oder neu interpretierte.
Buenaventura Braunstein lebt und arbeitet in Köln, Leipzig und Hamburg.

## Filmografie (Auswahl)
- 1999: Familienleben, TV-Film (NDR), Regie: Martin Gies
- 2001: Unser Papa, TV-Film (NDR), Regie: Thomas Jauch
- 2002: Wen küsst die Braut, TV-Film (PRO7), Regie: Lars Montag
- 2007: Nur ein kleines bisschen schwanger, TV-Film (SAT 1), Regie: Lars Montag
- 2008: Das 100 Millionen Dollar Date, TV-Film (SAT1), Regie: Josh Broecker
- 2009: Tatort: Der oide Depp, TV-Film (ARD), Regie: Michael Gutmann
- 2010: Tatort: Hauch des Todes, TV-Film (SWR), Regie: Lars Montag
- 2017: Einsamkeit und Sex und Mitleid, (Kinofilm), Regie: Lars Montag